# Katakura Muratsune
Katakura Muratsune est un nom japonais traditionnel ; le nom de famille (ou le nom d'école), Katakura, précède donc le prénom (ou le nom d'artiste).
Katakura Muratsune (片倉村典, 1757-1822) est un samouraï de l'époque d'Edo. Important obligé du domaine de Sendai, il est d'abord connu sous les noms de « Kagenaka » (景仲) et « Murayasu » (村寿). Muratsune est le 9e Katakura kojūrō.
Il est nommé bugyō (équivalent Sendai d'un karo âgé) en 1797. Le 27 octobre 1815, il tombe malade et démissionne de sa position de bugyō en faveur de son fils Kagesada. il se retire en 1817.

## Source de la traduction
- (en) Cet article est partiellement ou en totalité issu de l’article de Wikipédia en anglais intitulé « Katakura Muratsune » (voir la liste des auteurs).